# نیبلی (یوتا)
نیبلی (به انگلیسی: Nibley) شهری در ایالت یوتا کشور ایالات متحده آمریکا است که جمعیت آن در سرشماری سال ۲۰۱۰ میلادی، ۵٬۴۳۸ نفر بوده‌است.